# Rennes School of Business
Rennes School of Business je evropská obchodní škola s kampusy (pobočkami) v Rennesi. Škola byla založena v roce 1990.

## Popis
Rennes SB je akreditovaná u třech mezinárodních organizací: EQUIS, AMBA, a AACSB. Škola má přibližně 13800 absolventů.

## Programy
Rennes SB nabízí magisterský program v oboru managementu (Master in Management), několik specializovaných magisterských programů v oborech jako marketing, finance, média či personalistika (HR). Rennes SB také nabízí doktorské studium, které vede k získání titulu Ph.D.

## Mezinárodní srovnání
V roce 2019 se program “Master in Management” umístil na 51. místě v mezinárodním žebříčku deníku Financial Times.